# Luc Budts
Lucas (Luc) Budts (20 juni 1960) is een Belgisch voormalig voetballer en schutter.

## Levensloop
Budts was aanvankelijk actief als doelman in het voetbal bij FC Rita Berlaar (4e klasse) en vervolgens SK Pijpelheide (2e provinciale).
In 1989 kwam hij in contact met het kleiduifschieten en in 1994 nam hij een eerste maal deel aan een UIT-wedstrijd. Hij vertegenwoordigde België tweemaal op een wereldkampioenschap (1998 te Barcelona en in 1999 te Tampere). In 1998 werd hij er 53e en in 1999 34e in de eindrangschikking van de 'trap'. Daarnaast nam hij negenmaal deel aan de Europese kampioenschappen (1997, 1998, 1999, 2000, 2002, 2013, 2017, 2018 en 2019). Tweemaal behaalde hij er een top 10 plaats, met name in 2019 te Lonato (5e) en in 1999 te Poussan (8e) in het onderdeel 'dubbele trap'. Daarnaast behoorde hij (samen met Frans Peeters en Philippe Dupont) in 1998 tot het Belgisch team dat brons behaalde in de 'dubbele trap' op het EK te Nicosia.
Van 2000 tot 2011 was hij daarnaast manager van het Chinese MX2-motorcrossteam Shinneray. In 2012 keerde hij terug naar het kleiduifschieten als Belgisch bondscoach en sinds november 2022 is hij voorzitter van het 'directiecomité klei' van de Vlaamse Schietsportkoepel (VSK). Zelf is hij aangesloten bij TIR Der Kempen te Herentals.